# Muayad Al Khouli
Muayad Al Khouli (tiếng Ả Rập:  مؤيد الخولي ) (sinh ngày 16 tháng 10 năm 1993 ở Syria) là một cầu thủ bóng đá Syria. Hiện tại anh thi đấu cho Al-Wahda, thi đấu ở Giải bóng đá ngoại hạng Syria, giải đấu cao nhất ở Syria.